# شیخ‌عظیم‌لو
شیخ‌عظیم‌لو روستایی است که در استان اردبیل، شهرستان مشگین‌شهر، بخش ارشق، دهستان ارشق شمالی قرار دارد.

## جمعیت
بر اساس سرشماری سال ۱۳۸۵ جمعیت این روستا ۳۲۸ نفر با ۵۹ خانوار بوده‌است.